# 大安街道 (自贡市)
大安街道，是中华人民共和国四川省自贡市大安区下辖的一个乡镇级行政单位。

## 行政区划
大安街道下辖以下地区：
马草山社区、洞口井社区、大高路社区、扇子坝社区、肖家山社区、大安街社区、荆花湾社区和望竹湾社区。